# Xoridesopus orientalis
Xoridesopus orientalis är en stekelart som beskrevs av Gupta 1983. Xoridesopus orientalis ingår i släktet Xoridesopus och familjen brokparasitsteklar. Inga underarter finns listade i Catalogue of Life.